# 李蕙 (成化進士)
李蕙（1438年—1499年），字德馨，號浣菴，直隸太平府當塗縣采石人，民籍。明朝政治人物。進士出身。

## 生平
成化五年，登己丑科進士，授刑科给事中。成化十八年，升江西布政司右参议。弘治元年（1488年）十二月升江西左参政，三年十二月升升山西右布政，四年十月升左布政，為官有政績，為百姓愛戴。弘治六年七月升右副都御史总督南京粮储，七年十二月转左副都御史、总督漕运兼巡抚淮杨庐凤四府，十年八月升右都御史，仍旧总督兼理巡抚，乞归省墓，疽發，十二年二月卒于家。

## 家族
曾祖父李信。祖父李順，曾任刑部主事。父亲李翔。
子李琪，弘治甲子举人，次子李珏，以荫歷光禄寺署丞。